# Grover Hill

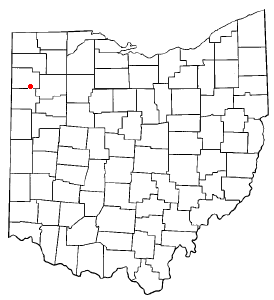
Grover Hill na planie stanu Ohio

Grover Hill – wieś w USA, w stanie Ohio, w hrabstwie Paulding.
Liczba mieszkańców w 2010 roku wynosiła 402, a w roku 2012 wynosiła 392.